# Барковский, Леонид Матвеевич
Леони́д Матве́евич Барко́вский (бел. Леанід Мацвеевіч Баркоўскі, 13 июня 1938, Минск — 24 ноября 2015, Минск) — советский и белорусский физик-теоретик. Заведующий кафедрой теоретической физики БГУ (1984—2003).

## Биография
Леонид Матвеевич родился в Оршанском районе. Детство его прошло в тяжёлые годы Великой Отечественной войны.
В 1955 году Барковский поступил на физико-математический факультет Могилёвского педагогического института. По окончании института в течение года работал учителем физики в деревне Новоселки Могилёвского района. В 1961 году поступил в аспирантуру БГУ к Ф. И. Фёдорову.
С 1961 по 1964 годы он трудился над кандидатской диссертацией, являясь аспирантом кафедры теоретической физики Белорусского государственного университета. Проработав год после аспирантуры инженером проблемной лаборатории полупроводниковой техники БГУ, в 1965 году Барковский защитил кандидатскую диссертацию на тему «Ковариантная теория эффектов вынужденной анизотропии в кристаллах». Тогда же он стал старшим преподавателем кафедры общей физики БГУ. В 1968 году Барковский получает звание доцента кафедры общей физики. Защитив в 1980 году докторскую диссертацию на тему «Операторные методы в оптике и акустике кристаллов», через два года Леонид Матвеевич стал профессором кафедры общей физики. В 1983 году Барковский стал заведующим кафедрой общей физики, а через год избран на ту же должность на кафедре теоретической физики Белорусского государственного университета. Барковский возглавлял кафедру в течение 21 года.

## Научная деятельность
Барковский является учеником академика Фёдорова, поэтому область его научных интересов тесно связана с теоретической оптикой и акустикой. Леонид Матвеевич посвятил себя разработке ковариантной теории наведенной анизотропии кристаллов, развитию операторных методов решения тензорных линейных и нелинейных волновых уравнений в оптике и акустике сложных (бианизотропных) сред, обобщению методов геометрической оптики и акустики (с использованием тензорной функции эйконала).
Барковский является членом научного Совета по защите диссертаций по специальности оптика. Он является членом ряда международных физических обществ: Белорусского физического общества, Американского оптического общества (OSA) c 1995 года, корреспондент Международного союза радиофизиков (URSI) с 1994 года. Барковский опубликовал более 160 научных работ, в том числе две монографии (совместно с А. Н. Фурсом).

## Научная школа
Под руководством Л. М. Барковского защищено 13 кандидатских диссертаций. Он был консультантом при подготовке 2 докторских диссертаций. Среди его учеников доктора наук Г. Н. Борздов, А. В. Лавриненко, А. Н. Фурс и А. В. Новицкий, кандидаты наук В. В. Жилко, А. Н. Борздов, Ф. Т. Н. Ханг, Т. А. Алексеева.

## Работы
- Барковский Л. М., Фурс А. Н. Поляризованные волны в сложных средах. — Минск: БГУ, 2002.
- Барковский Л. М., Фурс А. Н. Операторные методы описания оптических полей в сложных средах. — Минск: Белорусская наука, 2003.